# Tvrz Třenice
Tvrz Třenice je bývalá tvrz na území dnešní vesnice Třenice.

## Historie
Tvrz údajně vznikla kvůli třenicím cerhovických a drozdovských obyvatel, když se nemohli dohodnout na majiteli pozemků a tak je odprodali někomu třetímu s tím, že si je rozdělí napolovic. Odkoupil je jistý rytíř, patrně z rodu Sulislavců, který si zde nechal vystavět tvrz, která sloužila jako pobočka nedalekého Hrádku u Záluží, což je doloženo v listině krále Přemysla Otakara II. z roku 1275. Jako poslední Sulislavec je v Cerhovicích roku 1367 uváděn Přibík z Cerhovic, ale jestli žil v tvrzi nebo někde jinde není známo. Stejně tak se neví, kdy tvrz vlastně zanikla.

## Lokace a popis
Stála někde v místech, kde jsou dnes domy s čp. 2, 3 a 4. Podoba tvrze je nejasná, ale sídla drobné šlechty ve čtrnáctém století často připomínala výstavnější selský dvůr s chlévy a sýpkami. Obytná budova, často s charakterem obytné věže, mívala kamenné přízemí a dřevěné roubené patro. Opevnění tvořila obvykle palisáda a příkop.